# Azahara (nombre)
Azahara es un nombre femenino de origen árabe, que significa sencillamente (la flor), usado en España para designar una variedad de flores blancas (azahar) que sería a su vez en arabe el plural del termino (las flores), en especial la de los naranjos. También puede tener que ver en su difusión como nombre el de Medina Azahara, este a su vez de Madīnat al-Zahrā (la ciudad brillante).

## Personas
- Azahara Muñoz, golfista española.

- Datos: Q5714987